# Izlandi férfi vízilabda-válogatott
Az izlandi férfi vízilabda-válogatott Izland nemzeti csapata, amelyet az Izlandi Úszó-szövetség (izlandiul: Sundsamband Íslands) irányít.

## Eredmények

### Olimpiai játékok
| - 1900 — Nem vett részt - 1908 — Nem vett részt - 1912 — Nem vett részt - 1920 — Nem vett részt - 1924 — Nem vett részt - 1928 — Nem vett részt - 1932 — Nem vett részt - 1936 — 15. hely - 1948 — Nem vett részt - 1952 — Nem vett részt - 1956 — Nem vett részt - 1960 — Nem vett részt - 1964 — Nem vett részt - 1968 — Nem vett részt - 1972 — Nem vett részt - 1976 — Nem vett részt - 1980 — Nem vett részt - 1984 — Nem vett részt - 1988 — Nem vett részt - 1992 — Nem vett részt - 1996 — Nem vett részt - 2000 — Nem vett részt - 2004 — Nem vett részt - 2008 — Nem vett részt - 2012 — Nem vett részt |